# Рой Вернон
Рой Вернон (англ. Roy Vernon, нар. 14 квітня 1937, Флінтшир — пом. 4 грудня 1993) — валлійський футболіст, нападник.
Насамперед відомий виступами за клуби «Блекберн Роверз», «Евертон» та «Сток Сіті», а також національну збірну Уельсу.

## Клубна кар'єра
У дорослому футболі дебютував 1955 року виступами за «Блекберн Роверз», в якому провів чотири сезони, взявши участь у 131 матчі чемпіонату. Більшість часу, проведеного у складі «Блекберн Роверз», був основним гравцем атакувальної ланки команди. У складі «Блекберн Роверз» був одним з головних бомбардирів команди, маючи середню результативність на рівні 0,37 голу за гру першості.
Своєю грою за цю команду привернув увагу представників тренерського штабу клубу «Евертон», до складу якого приєднався 1960 року. Відіграв за клуб з Ліверпуля наступні п'ять сезонів своєї ігрової кар'єри. Граючи у складі «ірисок» також здебільшого виходив на поле в основному складі команди. В новому клубі був серед найкращих голеодорів, відзначаючись забитим голом в середньому щонайменше у кожній третій грі чемпіонату.
1965 року уклав контракт з клубом «Сток Сіті», у складі якого провів наступні чотири роки своєї кар'єри гравця, проте двічі віддавався в оренду: 1967 року в американський «Клівленд Стокерс», а 1970 — в «Галіфакс Таун».
Після завершення оренди поїхав у ПАР, де недовго захищав кольори місцевого клубу «Кейптаун Сіті», після чого повернувся в Англію, де протягом сезону пограв за «Грейт Гарвуд».
Завершив професійну ігрову кар'єру у південноафриканському клубі «Гелленік», за який недовго виступав у 1971 році.

## Виступи за збірну
1957 року дебютував в офіційних матчах у складі національної збірної Уельсу. Протягом кар'єри у національній команді, яка тривала 11 років, провів у формі головної команди країни 32 матчі, забивши 8 голів.
У складі збірної був учасником чемпіонату світу 1958 року у Швеції.
Помер 4 грудня 1993 року на 57 році життя від раку. 

## Досягнення
- Чемпіон Англії: 1962—63
- Володар Суперкубка Англії: 1963